# Ивантеево (Московская область)
Ивантеево — деревня в Ступинском районе Московской области в составе Леонтьевского сельского поселения (до 2006 года входила в Алфимовский сельский округ). В деревне на 2015 год 3 улицы, впервые упоминается в 1577 году.

## Население
| 2002 | 2006 | 2010 |
| ---- | ---- | ---- |
| 8    | ↘7   | ↘5   |

Ивантеево расположено на востоке района, у границы с Коломенским, на безымянном ручье бассейна реки Городенки, высота центра деревни над уровнем моря — 172 м. Ближайшие населённые пункты: Орехово — около 1,8 км на юго-запад и Мякинино — примерно в 1,3 км на юг, там же остановочный пункт Мякинино (на Большом кольце Московской железной дороги).